# Gustav Adolf von Nassau-Idstein

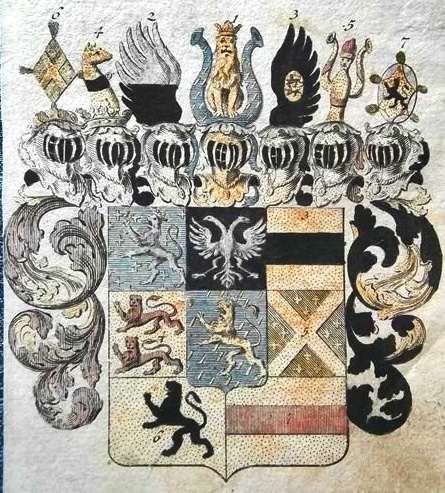
Wappen der Grafen von Nassau-Weilburg-Idstein

Gustav Adolf von Nassau-Idstein (* 14. Februar 1632 in Weilburg; † 1. August 1664 in Szentgotthárd) war ein Graf von Nassau-Idstein und kaiserlicher Offizier. Er konvertierte zur römisch-katholischen Kirche.

## Herkunft
Er entstammte dem Geschlecht Nassau-Weilburg und war der Sohn des Grafen Johann von Nassau-Idstein sowie seiner Gattin Sibylla Magdalena von Baden Durlach (1605–1644), Tochter von Markgraf Georg Friedrich von Baden-Durlach. Die Familie hing der lutherischen Konfession an.

## Leben
Nach einer sorgfältigen Erziehung unter dem Hofmeister Daniel von Wegener und mehreren Auslandsreisen, sandte ihn sein Vater im Dezember 1652, in Regierungsgeschäften, an den Reichstag zu Regensburg. Dort kam er in Kontakt mit dem kaiserlichen Obersthofmarschall Heinrich Wilhelm von Starhemberg (1593–1675). Dieser war selbst ein Konvertit zum Katholizismus und sehr eifrig in der Mission für seinen neuen Glauben. Er vermittelte eine Bekanntschaft des Grafen mit dem Jesuitenpater Jodok Kedd (1597–1657), einem damals sehr bekannten Kontroverstheologen.
Nach einiger Zeit trat Gustav Adolf von Nassau-Idstein zur katholischen Kirche über. Kaiser Ferdinand III. wurde selbst sein Firmpate und er ernannte ihn überdies zum Kammerherrn. Der Vater und die Familie hingegen waren über all das sehr bestürzt und man bezweifelte die Freiheit des Entschlusses. Gustav Adolf legte am 16. Oktober 1653, in einem Brief an den Vater, seine Konversionsgründe sehr klar dar und beharrte, trotz Bitten und Drohungen, auf seinem Glaubenswechsel. Der Vater schloss ihn daraufhin aus der Erbfolge aus.
Graf Gustav Adolf begab sich später nach Mainz und trat in spanische Militärdienste. In einem Gefecht bei Valenciennes erlitt er schwere Verwundungen. In der Folge kam es von Mainz aus zu mehreren Besuchen beim Vater in Idstein, die eine gewisse Wiederannäherung herbeiführten. Auf seinem Übertritt zum Katholizismus beharrte der Sohn jedoch unbeirrt, weshalb sich in dynastischer Hinsicht nichts änderte.
Um 1660 wurde Gustav Adolf von Nassau-Idstein als Oberst kaiserlicher Offizier und erhielt ein eigenes Regiment. Mit diesem zog er in den Türkenkrieg und fiel am 1. August 1664, in der Schlacht bei St. Gotthard (Ungarn). Er wurde nach zeitgenössischem Bericht in einer Kapuzinerkirche bei Fürstenfeld beigesetzt, womit vermutlich das nahe Kapuzinerkloster Hartberg gemeint ist. Laut der Zeitschrift für Heereskunde (Deutsche Gesellschaft für Heereskunde) fiel Graf Gustav Adolf im Range eines Generalmajors und befehligte bei St. Gotthard ein Regiment zu Fuß dem u. a. Reichskontingentsoldaten aus den Grafschaften Nassau, Pfalz-Simmern, Sponheim, sowie aus dem Hochstift Speyer angehörten. Die Chronik der Stadt Schweinfurt berichtet, Nassau-Idstein habe eines von zwei Regimentern kommandiert, die zusammen das Hilfskorps des Oberrheinischen Reichskreises bildeten.
Gustav Adolf von Nassau-Idstein war unverheiratet und hatte keine Nachkommen. Der Vater überlebte ihn, wodurch auch der Ausschluss aus der Erbfolge keine dynastische Rolle spielte. Das Erbe in der Grafschaft Nassau-Idstein trat 1677 sein jüngerer Halbbruder Georg August (1665–1721) an.
Gustav Adolfs mütterlicher Cousin Bernhard Gustav von Baden-Durlach (1631–1677) konvertierte ebenfalls zur katholischen Kirche, wurde Fürstabt von Fulda und Kempten, später sogar Kardinal. Er hatte gleichfalls als Offizier die Schlacht von St. Gotthard mitgemacht.
Beider Großonkel war Markgraf Jakob III. von Baden, den man 1590, wegen seiner Konversion zum Katholizismus, vergiftete.